# Museo del Risorgimento (Palermo)
Das Museo del Risorgimento "Vittorio Emanuele Orlando" ist ein historisches Museum in Palermo.

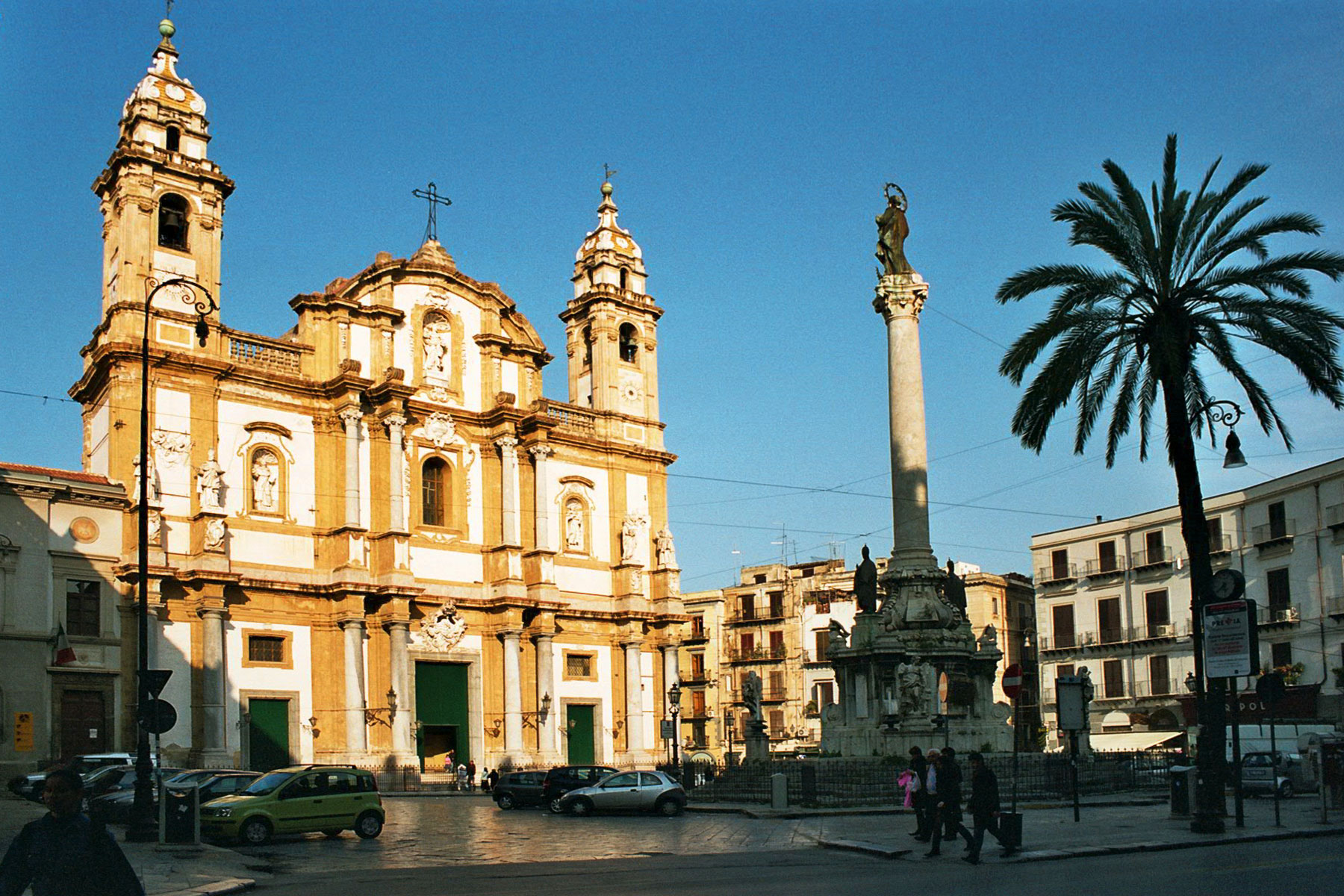
Eingang zum Museum links von San Domenico

Das Museum ist im Erdgeschoss des ehemaligen Konvents von San Domenico untergebracht, wo die Società Siciliana di Storia Patria (Sizilianische Gesellschaft für Vaterländische Geschichte) seit 1873 ihren Sitz hat. Nach einer längeren Phase der Sammlung von Objekten und Planung, vor allem durch den damaligen Vorsitzenden Alfonso Scansone während des Weltkrieges 1915–1918,  wurde das Museum am 31. Dezember 1918, nach dem für Italien siegreichen Abschluss des Ersten Weltkrieges, eröffnet. Eine erste Reorganisation der Ausstellung erfolgte 1932 anlässlich einer notwendigen Gebäudesanierung.
Die alliierten Bombenangriffe auf Palermo 1942–1943 verursachten erhebliche Schäden an Gebäude und Sammlungen. Erst 1961 konnte das Museum wieder eröffnet werden. Dabei wurde es nach dem Palermitaner Juristen und Politiker Vittorio Emanuele Orlando (1860–1952) benannt. Orlando war 30 Jahre lang Ehrenvorsitzender der Società, mehrfacher Minister und Ministerpräsident des Königreichs Italien vom 30. Oktober 1917 bis zum 19. Juni 1919 und nach dem Zweiten Weltkrieg Mitglied der Assemblea Costituente (dt.: Verfassungsgebende Versammlung). 
Die patriotische Konzeption der Entstehungszeit konnte 1961 durch eine historisch orientierte Präsentation ersetzt werden. Viele Objekte sind Reliquien des Risorgimento. Thematisch behandelt werden die Autonomiebestrebungen Siziliens zu Beginn des 19. Jahrhunderts, die Expedition Garibaldis und die Einigung Italiens. Ein zweiter Saal ist der Erinnerung an Francesco Crispi gewidmet. Diese Ausstellungsstücke sind von seiner Tochter gestiftet worden. Hier gibt es u. a. Fotografien mit eigenhändigen Widmungen von Garibaldi, Verdi, Carducci, aber auch Bismarck und Gladstone.
Vorhanden sind Gemälde, Plastiken, Flugschriften, Dagurerotypien, Karten, Kanonen, Uniformen und Waffen, Fahnen und Flaggen.